# Tekniska högskolan (tunnelbanestation)
Tekniska högskolan är en station i Stockholms tunnelbana belägen i stadsdelarna Östermalm och Norra Djurgården i Stockholms innerstad. Det är en station på T-bana 2 (röda linjen). I anslutning till stationen ligger dels Roslagsbanans huvudstation Stockholms östra, dels bussterminalen Tekniska högskolan i Valhallavägens mitt för SL-bussar mot Hallstavik, Rimbo, Norrtälje och Vaxholm. 
Namnet på tunnelbanestationen syftar på Kungliga Tekniska högskolan (KTH) och valdes för att Roslagsbanan enligt då gällande planering skulle komma att läggas ned. Då det vid kommunala folkomröstningar i Täby och Vallentuna kommuner röstades för att Roslagsbanan skulle behållas, blev resultatet att järnvägen och dess slutstation blev kvar. De skilda namnen kan idag väcka förvirring angående stationernas belägenhet i förhållande till varandra.

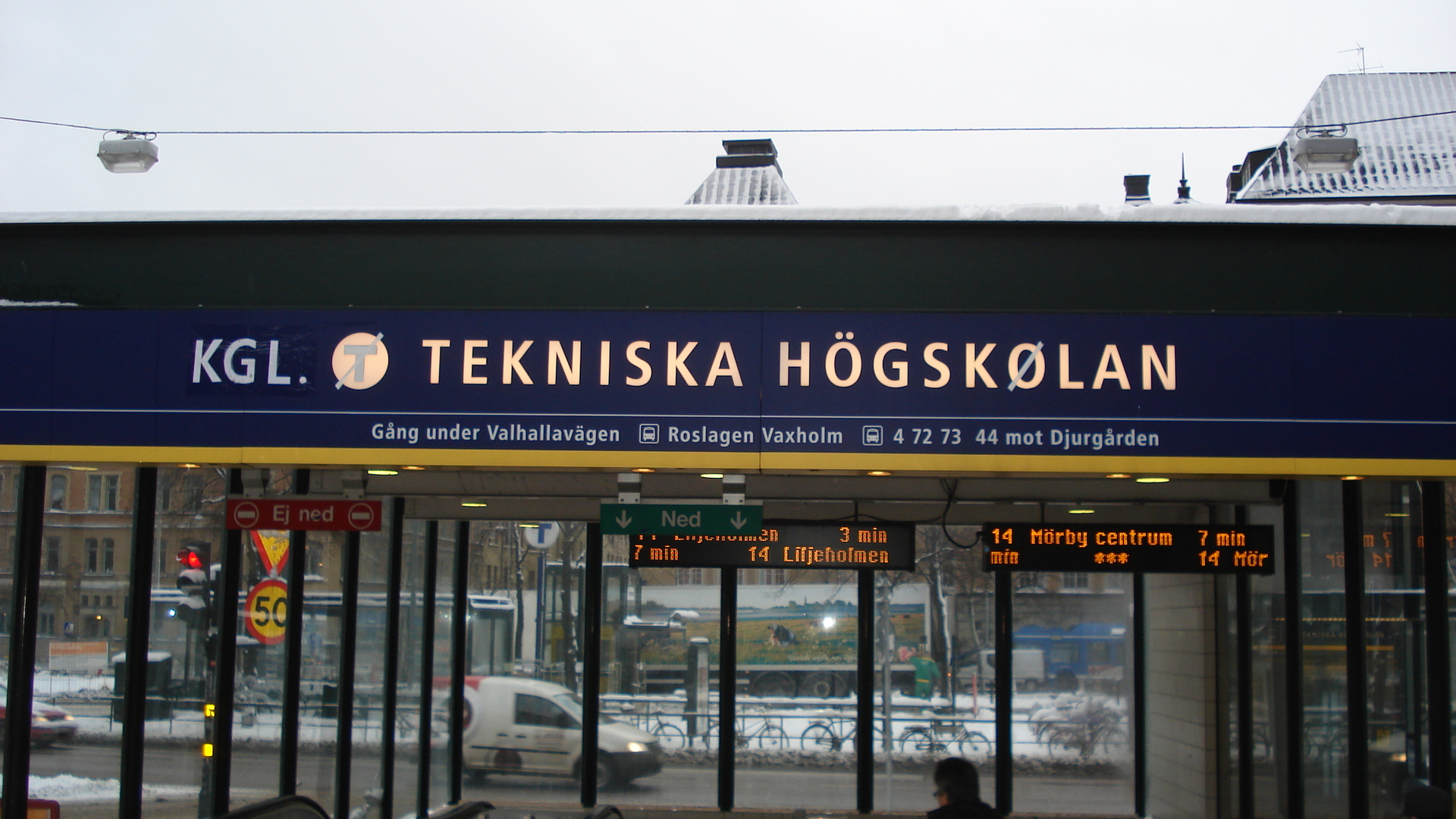
Upp- och nedgång till stationen. Nøllan vid KTH får ofta i uppdrag att lägga till prefixet "Kungliga" till stationsnamnet, något som officiellt inte hör dit eftersom bara högskolan, inte tunnelbanestationen, är kunglig.

Stationen ligger mellan stationerna Stadion och Universitetet på linje 14 (tidigare linje 24). Den ligger i berget under Valhallavägen, mellan Odengatan och Drottning Kristinas väg, cirka 4,5 kilometer från Slussen.
Invigning skedde den 30 september 1973. Stationen var under några år slutstation för grenen som senare byggdes ut mot Mörby centrum. Plattformen ligger 18 meter under marken, och det finns ingång från sydost (Stockholms östra station) samt från Valhallavägens mitt och från Odengatan.
Den konstnärliga utsmyckningen gjordes av Lennart Mörk. Temat är elementen och naturlagarna. Dessutom utsmyckning med vetenskapstema med Christopher Polhem, Leonardo da Vinci, Isaac Newton, Nicolaus Copernicus och Johannes Kepler.
Stationen tilldelades Kasper Salinpriset 1973, tillsammans med station Stadion.

## Bildgalleri

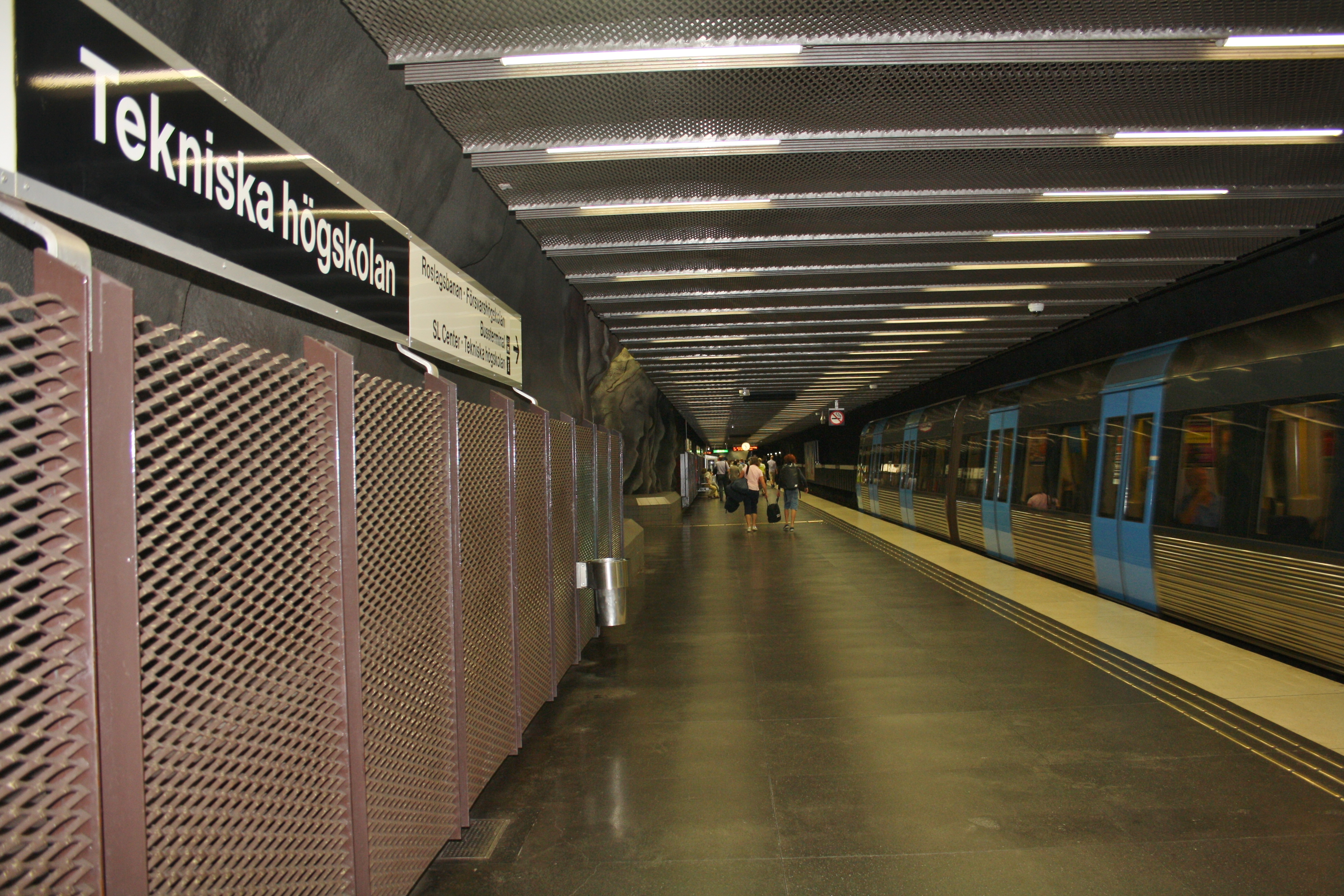
Perrongen.
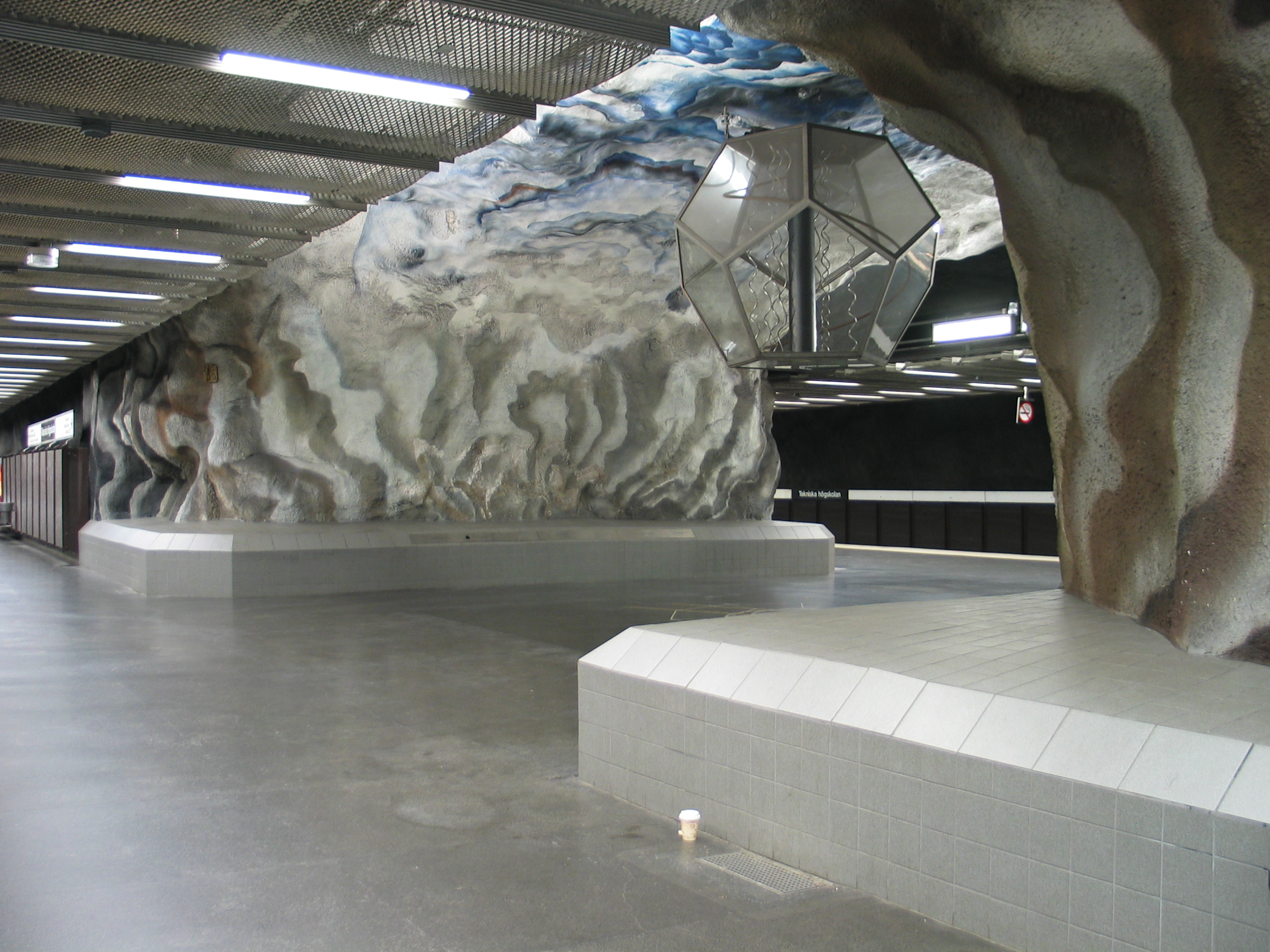
Gång mellan perrongerna.
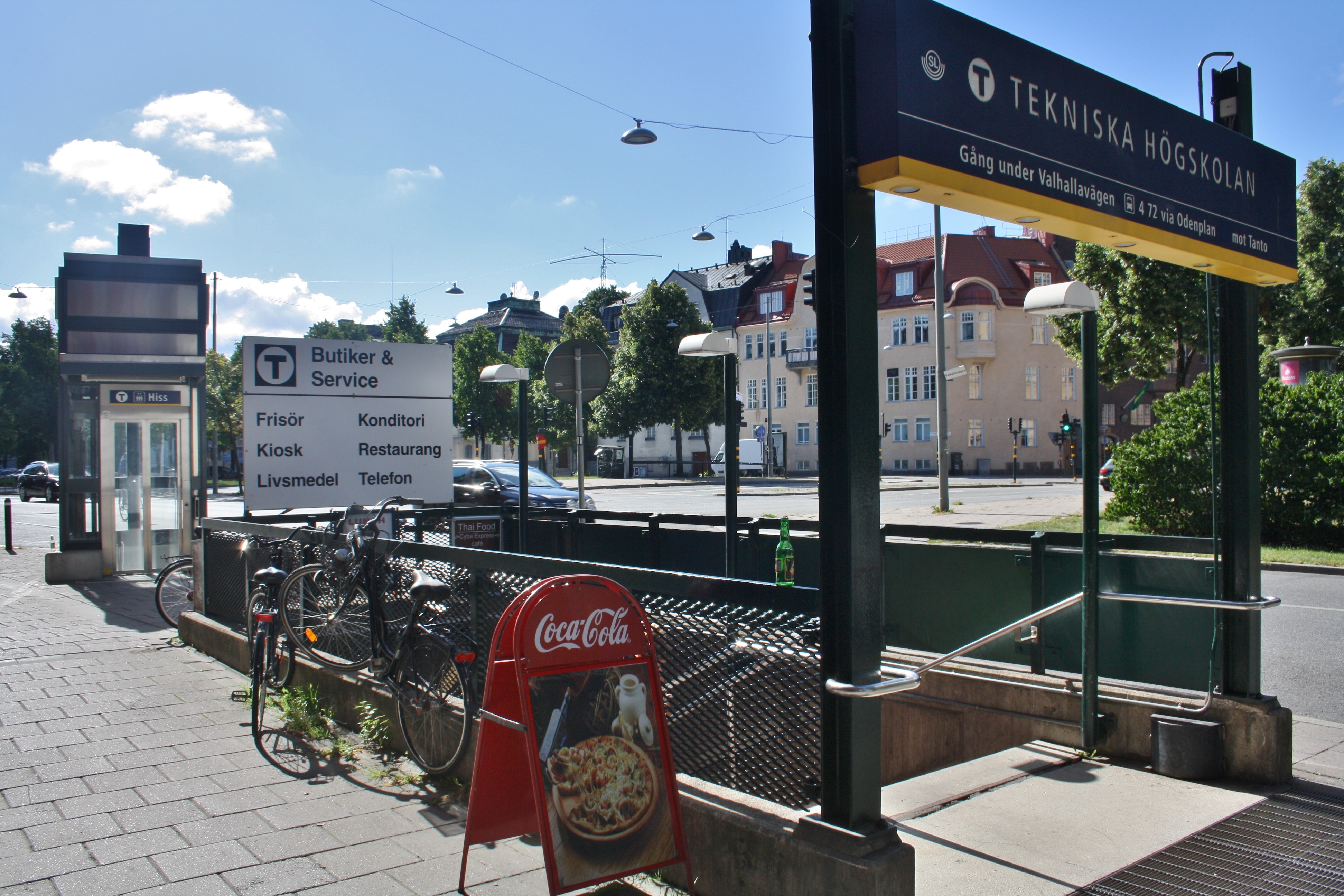
Uppgång
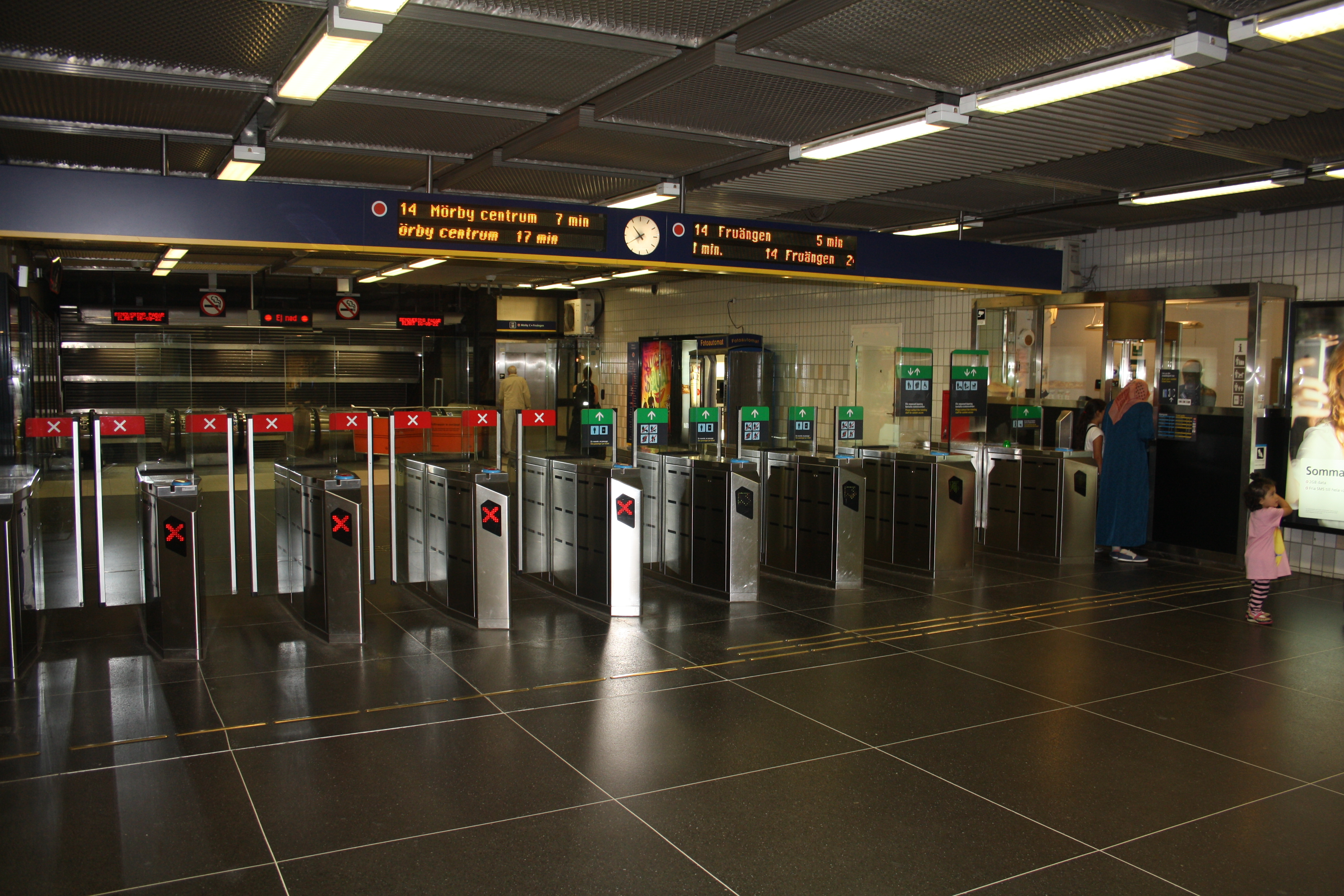
Spärren
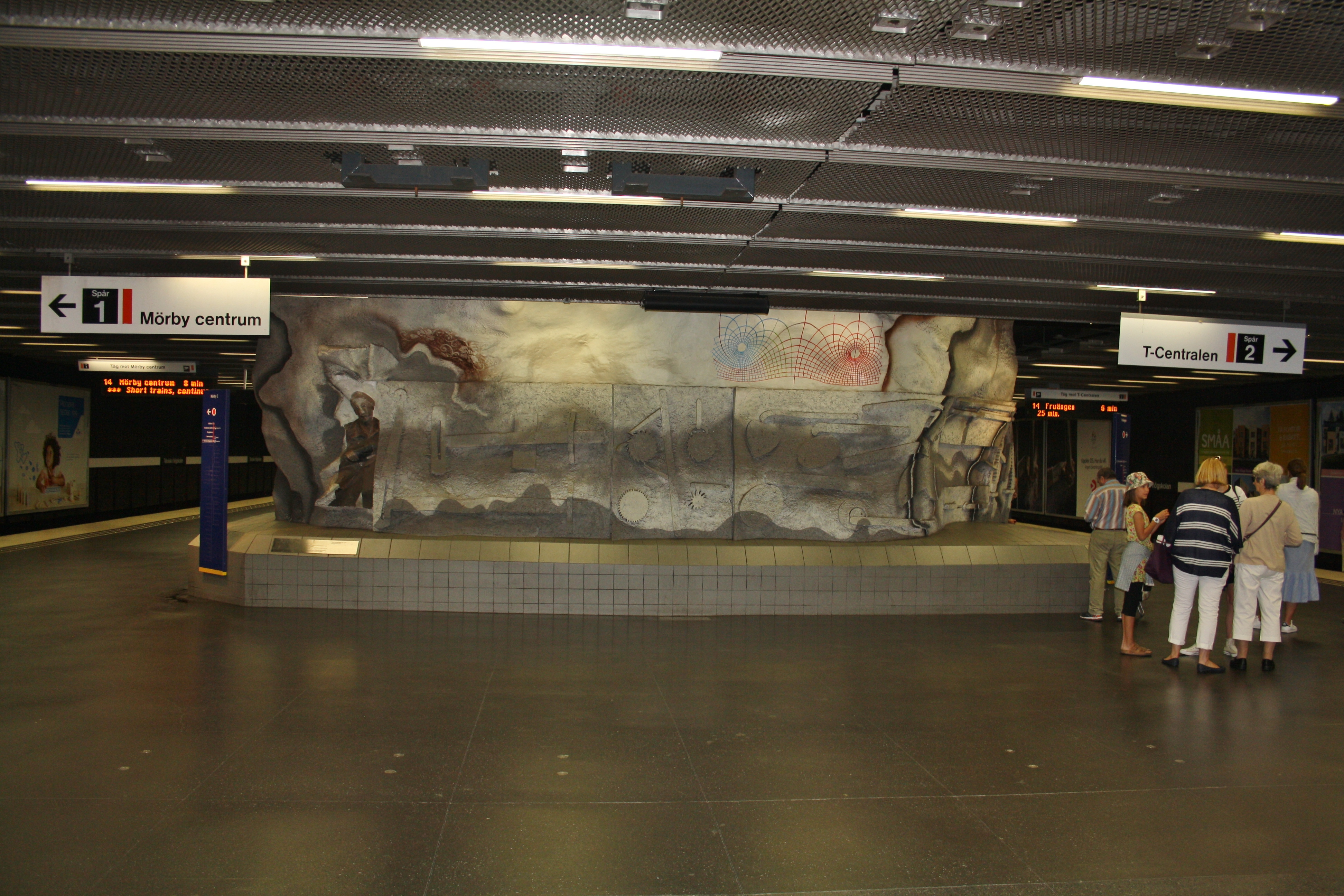
Konstverk